# 치말테낭고주

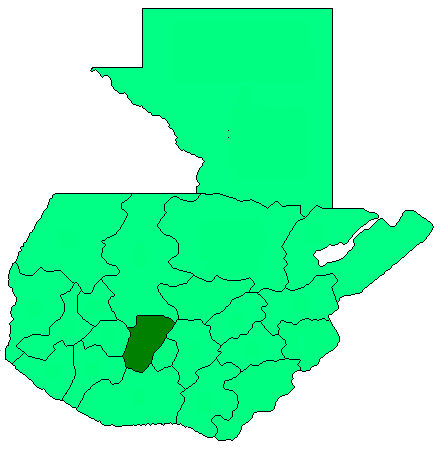
치말테낭고 주의 위치

치말테낭고주(스페인어: Departamento de Chimaltenango)는 과테말라 중부에 위치한 주로 주도는 치말테낭고이며 면적은 1,979km2, 인구는 446,133명(2002년 기준)이다.
동쪽으로는 과테말라 주와 사카테페케스 주, 북쪽으로는 키체 주와 바하베라파스 주, 남쪽으로는 에스쿠인틀라 주와 수치테페케스 주, 서쪽으로는 솔롤라 주와 접한다. 16개 지방 자치체를 관할한다.